# Würth-Preis für Europäische Literatur
Der Würth-Preis für Europäische Literatur ist ein seit 1997 von der Stiftung Würth vergebener Literaturpreis. Er wird alle zwei Jahre vergeben, ist mit 25.000 Euro dotiert und würdigt literarische Bemühungen um die kulturelle Vielfalt Europas. Er soll laut Organisatoren den Blick lenken auf ein vielstimmiges Europa der Übergänge und Zwischentöne.

## Preisträger
- 1997: Hermann Lenz
- 2000: Claudio Magris
- 2002: Claude Vigée
- 2004: Harald Hartung
- 2006: Herta Müller
- 2008: Peter Turrini
- 2010: Ilija Trojanow
- 2012: Hanna Krall
- 2014: Péter Nádas
- 2016: Peter Handke
- 2018: Christoph Ransmayr
- 2020: David Grossmann[4][5]
- 2022: Annie Ernaux[6]
- 2024: Colm Tóibín[7]